# Collins Faï
Collins Ngoran Faï (n. 13 august 1992, Bamenda, Camerun) este un fotbalist camerunez care evoluează la clubul Standard Liège pe postul de fundaș dreapta.

## Legături externe
- Profilul lui Collins Faï pe Soccerway